# ریفرمینگ کربن دی‌اکسید
ریفرمینگ کربن دی‌اکسید (انگلیسی: Carbon dioxide reforming) که با نام ریفرمینگ خشک(به انگلیسی: dry reforming) نیز شناخته می‌شود، روشی جهت تولید گاز سنتز است که در آن کربن دی اکسید با یک هیدروکربن مانند متان واکنش داده و مخلوط هیدروژن، کربن مونوکسید می‌دهد که همان گاز سنتز است. گاز سنتز به‌طور سنتی از روش ریفرمینگ بخار تولید می‌شود که به دلیل مسئله گرمایش جهانی همکنون روش ریفرمینگ خشک ترجیح داده می‌شود.
CO2  +  CH۴   →   ۲ H2  +  ۲ CO